# Hesperandra solisi
Hesperandra solisi là một loài bọ cánh cứng trong họ Cerambycidae.